# Beurré Chaboceau (pera)
Beurré Chaboceau (en España: 'Mantecosa Chaboceau') es una variedad cultivar de pera europea Pyrus communis. Es originaria de la zona Ninove ( Bélgica). Las frutas tienen una carne de color blanco amarillento, con una textura fina, mantecosa, jugosa, fundente, y un sabor aromático, dulce.

## Sinonimia
- "Jefke Peer",[6][7]
- "Jefke Javelin",
- "Mantecosa Chaboceau" en España,
- "Pera Jefke".

## Historia
La Pera Jefke es cultivada en el decanato de los premonstratenses o Witherendreef en Ninove, por el preboste Jean Pameleirre también pastor de la iglesia Saint-Pierre en Denderwindeke y su jardinero Jozef (Jef) Thiébaut. No se sabe cuál de ellos obtuvo esta pera de la semilla, pero Jef jugó un papel decisivo en su difusión. Con el tiempo, se le ha dado su nombre al peral.
Cuando la Revolución Francesa también llegó a la región flamenca de Denderstreek, se vendieron todas las propiedades eclesiásticas. El decanato con su huerto fue comprado por el notario Jean-François Chaboceau de Ninove  que le dio su nombre, 'Beurré Chaboceau'. La gente le dio el nombre de "Pera de Jefke".

## Características
El peral de la variedad 'Beurré Chaboceau' tiene un vigor alto; árbol de extensión erguida. Tiene un tiempo de floración con flores blancas que comienza a partir del 17 de abril con el 10% de floración, para el 24 de abril tiene una floración completa (80%), y para el 6 de mayo tiene un 90% caída de pétalos; tubo del cáliz mediano, en forma de embudo con conducto corto, y con estambres tupidos, que nacen inmediatamente encima de la base de los sépalos.
La variedad de pera 'Beurré Chaboceau' tiene una talla de fruto pequeño; forma turbinada u oval, sin cuello o con cuello muy ligero, simétrico o asimétrico, contorno redondeado; piel ruda, algo áspera, seca, epidermis con color de fondo amarillento verdoso o verde oliváceo, recubierto total o parcialmente de una capa ruginosa-"russeting" suave, bronceado-verdoso muy característica, las lenticelas puntos ruginosos-"russeting" bastante marcado, de forma irregular, estrellado, sin aureola, "russeting" (pardeamiento áspero superficial que presentan algunas variedades) de alto a muy alto (51-100%); pedúnculo de longitud mediano o corto, grueso, leñoso o ligeramente carnoso, fuertemente engrosado, en forma de botón en el extremo superior, casi recto, implantado derecho o ligeramente oblicuo al costado de un mamelón poco pronunciado, cavidad peduncular estrecha, profundidad poca; anchura de la cavidad calicina mediana, poco profunda, con borde algo ondulado; ojo mediano, abierto. Sépalos extendidos o erectos con las puntas divergentes.
Carne de color blanco amarillento; textura fina, mantecosa, jugosa, fundente; sabor aromático, dulce; corazón pequeño, fusiforme. Eje abierto. Celdillas pequeñas. Semillas pequeñas, alargadas, muy puntiagudas, espolón pequeño pero bien acusado, color castaño rojizo con partes casi negras.
La pera 'Beurré Chaboceau' tiene una época de maduración y recolección de 20 de septiembre a 10 de octubre, puede consumirse inmediatamente o almacenarse durante 15 días. No es adecuado para un almacenamiento más prolongado, por ejemplo, en una cámara frigorífica. Buena pera cruda pero excelente para cocinar.

## Polinización
El peral 'Beurré Chaboceau' es conocido por su alta resistencia al viento, resistencia a la sarna del peral y fuerte crecimiento.
Los posibles polinizadores son 'Clapp's Favorite', 'Bonne Louise d'Avranches' y 'Williams' Bon Chretien'.